# Chepuwa
Chepuwa – gaun wikas samiti we wschodniej części Nepalu w strefie Kośi w dystrykcie Sankhuwasabha. Według nepalskiego spisu powszechnego z 2001 roku liczył on 406 gospodarstw domowych i 1916 mieszkańców (958 kobiet i 958 mężczyzn).